# Канзафаровська сільська рада
Канзафа́ровська сільська рада (рос. Канзафаровский сельский совет) — муніципальне утворення у складі Зілаїрського району Башкортостану, Росія. Адміністративний центр — присілок Юмагужино.

## Населення
Населення — 550 осіб (2019, 612 в 2010, 716 в 2002).

## Склад
До складу поселення входять такі населені пункти:
| Населений пункт       | Населення, осіб (2002) | Населення, осіб (2010) |
| --------------------- | ---------------------- | ---------------------- |
| Канзафарово, присілок | 63                     | 45                     |
| Новоякупово, присілок | 30                     | 26                     |
| Саляхово, присілок    | 168                    | 161                    |
| Юмагужино, присілок   | 455                    | 380                    |